# 茨城県道262号那珂湊港線

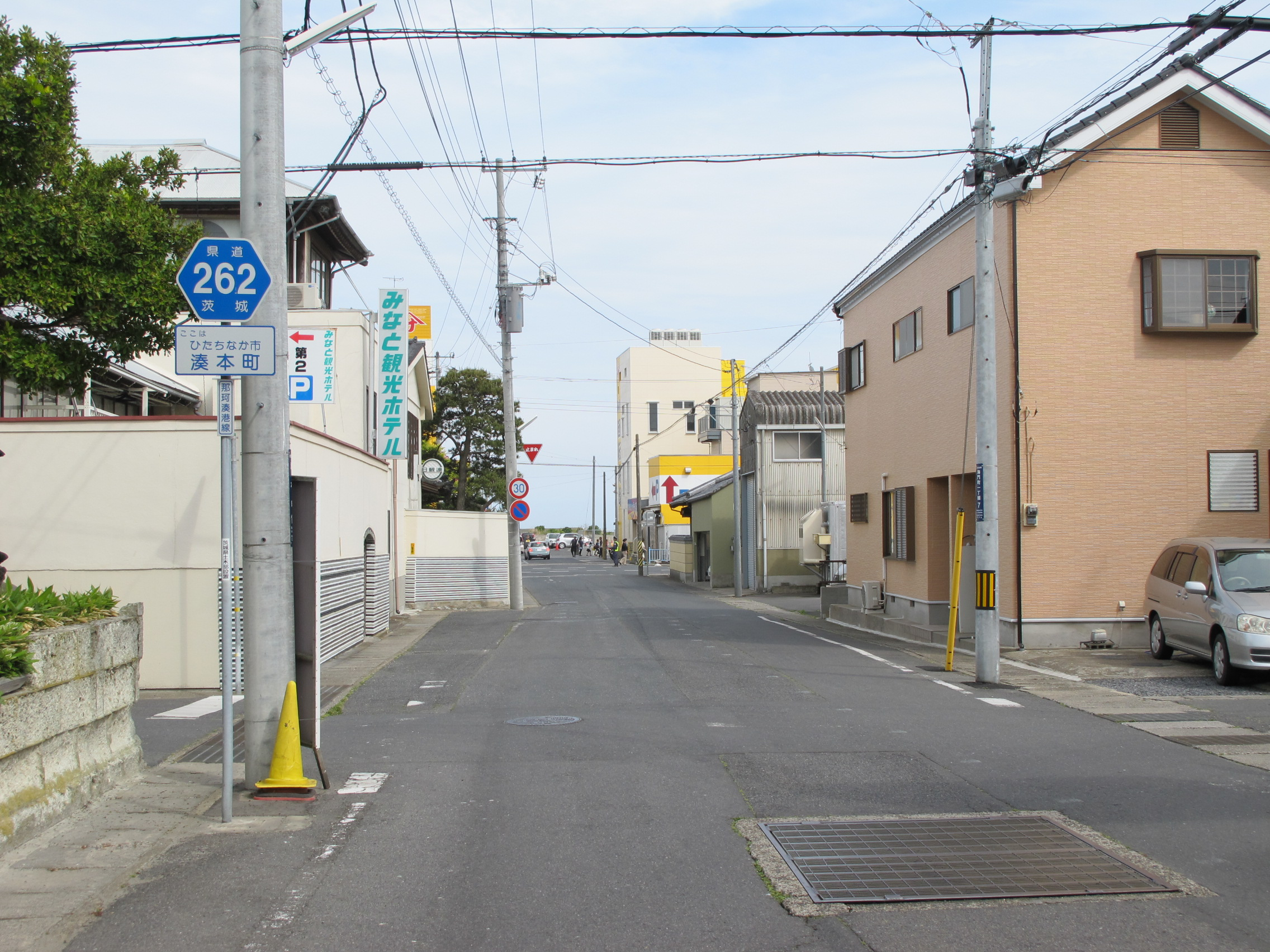
茨城県道262号那珂湊港線
ひたちなか市湊本町（2013年5月）

茨城県道262号那珂湊港線（いばらきけんどう262ごう なかみなとこうせん）は、茨城県ひたちなか市内を通る県道で漁港連絡道路である。

## 概要
那珂湊漁港の魚市場前からひたちなか市湊本町の住宅街を抜けて茨城県道108号那珂湊大洗線に接続する東西約200メートル (m) ほどの路線。普段は目立たない通りで、車や人通りも少ない閑散とした道路であるが、魚市場が人出で賑わいを見せる休日や年末などでは魚市場への一般買物客などの抜け道にも利用され、自動車による交通渋滞がしばしば起こることもある。

### 路線データ
- 起点：ひたちなか市湊本町19番地先（那珂湊漁港）[1]
- 終点：ひたちなか市湊本町10番1地先（茨城県道108号那珂湊大洗線交点）[1]
- 総延長：221 m[2]
- 重用延長：なし[2]
- 未供用延長：なし[2]
- 実延長：221 m[2]
- 自動車交通不能区間延長[注釈 1]：なし[2]

## 歴史
1959年（昭和34年）10月14日、新たな県道として起点を茨城県那珂湊市一丁目 那珂湊港から終点を県道那珂湊大洗線交点までを区間とする県道那珂湊港線として茨城県が県道路線認定している。

### 年表
- 1959年（昭和34年）10月14日
  - 県道那珂湊線（図面対照番号315）として路線認定される[3]。
  - 道路の区域は、那珂湊市一丁目 那珂湊港から那珂湊市一丁目の県道那珂湊大洗線交点までと決定された[4]。
- 2001年（平成13年）3月1日：ひたちなか市湊本町の全区間が、通行する車両の最大重量限度25トンの道路に指定される[1]。

## 地理

### 通過する自治体
- 茨城県
  - ひたちなか市

### 交差する道路
なし

### 沿線
- 那珂湊漁港